# Ryen Station
Ryen Station (Ryen stasjon) er en metrostation på Lambertseterbanen på T-banen i Oslo. T-banens østlige depot ligger ved stationen. Stationen blev ombygget og opgraderet til metrostandard i 2011 og genåbnet 3. september 2013.